# کنستانس تلمج
کنستانس تلمج (انگلیسی: Constance Talmadge؛ ‏ زاده ۱۹ آوریل ۱۸۹۸ – درگذشته ۲۳ نوامبر ۱۹۷۳) بازیگر اهل ایالات متحده آمریکا بود. وی بین سال‌های ۱۹۱۴ تا ۱۹۲۹ میلادی فعالیت می‌کرد.

## فیلم‌شناسی
از فیلم‌هایی که وی در آن نقش داشته‌است، می‌توان به تعصب و چه اهمیتی داره؟ اشاره کرد.